# Радићи (Горажде)
Радићи је насељено мјесто у граду Горажду, Босна и Херцеговина.

## Становништво
|        | 2013.      | 1991.       | 1981.       | 1971.       |
| Укупно | 6 (100,0%) | 57 (100,0%) | 58 (100,0%) | 62 (100,0%) |
| Срби   | 6 (100,0%) | 57 (100,0%) | 58 (100,0%) | 62 (100,0%) |